# Миховци при Велики Недели
Миховци при Велики Недели (на словенски: Mihovci pri Veliki Nedelji) е село в Словения, Подравски регион, община Ормож. Според Националната статистическа служба на Република Словения през 2002 г. селото има 563 жители.